# Кубок Ліхтенштейну з футболу 1979—1980
Кубок Ліхтенштейну з футболу 1979—1980 — 35-й розіграш кубкового футбольного турніру в Ліхтенштейні. Титул здобув Бальцерс.

## Перший раунд
| Команда 1  | Рахунок | Команда 2   |
| ---------- | ------- | ----------- |
| Трізенберг | 2–9     | Вадуц       |
| Руггелль   | 2–1     | Ешен-Маурен |
| Трізен     | 0–2     | Шан         |

Вільний від першого раунду Бальцерс.

## 1/2 фіналу
| Команда 1 | Рахунок | Команда 2 |
| --------- | ------- | --------- |
| Бальцерс  | 3–0     | Шан       |
| Руггелль  | 1–4     | Вадуц     |

## Фінал
| 1 травня 1980 |

| Вадуц | 1–1 пен. 4–2 | Бальцерс |
| ----- | ------------ | -------- |
|       |              |          |

| Трізен |